# Keiji Tanaka
Keiji Tanaka (Japans: 田中 刑事, Tanaka Keiji) (Kurashiki, 22 november 1994) is een Japans kunstschaatser. Tanaka nam in 2018 deel aan de Olympische Winterspelen in Pyeongchang, hij werd er individueel 18e en met het Japanse team 5e.

## Biografie
Tanaka begon in 2002 met kunstschaatsen. Bij zijn eerste deelname aan de WK voor junioren, in 2011, won hij zilver. Gedurende zijn carrière bij de senioren deed hij vijf keer mee aan de 4CK en drie keer aan de WK. Zijn beste resultaten behaalde hij in 2017/18, waar hij vierde werd op het 4CK en dertiende op het WK. Tanaka bemachtigde in 2017 de zilveren medaille op de Winteruniversiade. Hij nam in 2018 deel aan de Olympische Winterspelen in Pyeongchang, waar hij individueel 18e en met het team 5e werd.

## Persoonlijke records
Behaald tijdens ISU wedstrijden. 
|                     | punten | datum      | toernooi |
| ------------------- | ------ | ---------- | -------- |
| Hoogste totaalscore | 251.54 | 09-02-2019 | 4CK      |
| Hoogste korte kür   | 083.93 | 07-02-2019 | 4CK      |
| Hoogste lange kür   | 167.61 | 09-02-2019 | 4CK      |

## Belangrijke resultaten
| Kampioenschap                                        | 06/07 | 07/08 | 08/09 | 09/10 | 10/11  | 11/12  | 12/13 | 13/14 | 14/15         | 15/16         | 16/17         | 17/18         | 18/19         | 19/20         |
| ---------------------------------------------------- | ----- | ----- | ----- | ----- | ------ | ------ | ----- | ----- | ------------- | ------------- | ------------- | ------------- | ------------- | ------------- |
| Olympische Spelen                                    |       |       |       |       |        |        |       |       |               |               |               | 18e 5e (team) |               |               |
| Wereldkampioenschap                                  |       |       |       |       |        |        |       |       |               |               | 19e           | 13e           | 14e           | *             |
| Viercontinentenkampioenschap                         |       |       |       |       |        |        |       | 17e   |               | 6e            | 13e           | 4e            | 7e            |               |
| Nationaal kampioenschap                              |       |       |       | 8e    | 11e    | 7e     | 7e    | 8e    | 8e            | 4e            | Zilver        | Zilver        | Brons         | 4e            |
| WK junioren                                          |       |       |       |       | Zilver | 7e     |       | 7e    | geen deelname | geen deelname | geen deelname | geen deelname | geen deelname | geen deelname |
| Junior Grand Prix-finale                             |       |       |       |       |        | 6e     | 6e    | 4e    | geen deelname | geen deelname | geen deelname | geen deelname | geen deelname | geen deelname |
| NK junioren                                          | 16e   | 8e    | 6e    | 6e    | 9e     | Zilver | Brons | Goud  | geen deelname | geen deelname | geen deelname | geen deelname | geen deelname | geen deelname |
| * WK afgelast naar aanleiding van de coronapandemie. |       |       |       |       |        |        |       |       |               |               |               |               |               |               |